# دوري الدرجة الأولى الأرجنتيني 1970
دوري الدرجة الأولى الأرجنتيني 1970 (بالإسبانية: Campeonato Nacional 1970)‏ هو الموسم 40 من دوري الدرجة الأولى الأرجنتيني. أشرف على تنظيمه اتحاد الأرجنتين لكرة القدم، وكان عدد الأندية المشاركة فيه 20، وفاز فيه بوكا جونيورز.